# Mitsuhiro Kawamoto
Mitsuhiro Kawamoto (河本 充弘 Kawamoto Mitsuhiro?), född 12 juni 1971 i Kanagawa prefektur, är en japansk tidigare fotbollsspelare.
Kawamoto började sin karriär i Verdy Kawasaki. Med Verdy Kawasaki vann han japanska ligan 1993, 1994 och japanska ligacupen 1992, 1993, 1994. Efter Verdy Kawasaki spelade han för Brummell Sendai och Tosu Futures. Han avslutade karriären 1996.